# Blitz//Berlin
Blitz//Berlin est un groupe de rock canadien, originaire de Toronto, Ontario. Anciennement connus sous le nom de Theset, les amis et musiciens de longue date reviennent dans la scène comme groupe d'electro punk en 2013,.

## Biographie
Le trio compose la bande son du film d'horreur et sci-fi Extraterrestrial, sorti en octobre 2014, sous le titre Leviathan. En septembre 2013, ils sortent leur première mixtape, One, qui comprend les morceaux Drink, Outside, et Legend,. Ils organisent leur premier concert au Drake Hotel de Toronto le 27 mars 2014. Le groupe sort son premier album, Distance, le 25 octobre 2015, incluant le single Jesus Shoes, dont le clip est diffusé au Noisey.
En 2016, ils composent le morceau tant acclamé de la bande-annonce pour The Girl on the Train qui comprend un sample de Heartless de Kanye West,, et la bande-son du film de science-fiction canadien The Void.